# ايرسبيد كونصل
ايرسبيد كونصل (بالإنجليزية: Airspeed Consul)‏ هي طائرة ركاب، أحادية السطح، بمحركين. أنتجت في المملكة المتحدة. من صناعة ايرسبيد المحدودة. كان أول طيران لها في 1946. صنع منها 162 طائرة.